# Traktat o oporezivanju
Traktat o oporezivanju, sastavljen u prvoj polovici 10. stoljeća, bio je bizantski traktat koji je regulirao cjelokupni način oporezivanja zemlje. S obzirom na to da je dotad već uznapredovali proces imovinske diferencijacije unutar seoskih općina doveo do osiromašenja znatnog dijela seljaštva, u mnogim je selima bilo zemlje koju više nitko nije obrađivao jer su osiromašeni seljaci s nje odbjegli ne imajući mogućnosti namirenja svojih poreznih dužnosti. Odredbama traktata utvređeno je načelo kojim se susjedima takvih napuštenih i neobrađenih zemlji nameće plaćanje poreznog iznosa za takvu zemlju, bez obzira na to da li je obrađuju ili ne (sistem alilengija). Ova porezna politika međutim imala je kontraefekte te je sve više seljaštva napuštalo zemlju da bi izbjeglo poreznom pritisku.